# Liste der Biografien/Engl
Liste der Biografien |
Portal Biografien |
Personensuche
# |
A |
B |
C |
D |
E |
F |
G |
H |
I |
J |
K |
L |
M |
N |
O |
P |
Q |
R |
S |
T |
U |
V |
W |
X |
Y |
Z |
?
 
Ea |
Eb |
Ec |
Ed |
Ee |
Ef |
Eg |
Eh |
Ei |
Ej |
Ek |
El |
Em |
En |
Eo |
Ep |
Eq |
Er |
Es |
Et |
Eu |
Ev |
Ew |
Ex |
Ey |
Ez
 
Ena |
Enb |
Enc |
End |
Ene |
Enf |
Eng |
Enh |
Eni |
Enj |
Enk |
Enl |
Enm |
Enn |
Eno |
Enq |
Enr |
Ens |
Ent |
Enu |
Env |
Enw |
Enx |
Eny |
Enz
 
Enga |
Engb |
Engd |
Enge |
Engf |
Engg |
Engh |
Engi |
Engj |
Engl |
Engm |
Engn |
Engo |
Engq |
Engr |
Engs |
Engu |
Engv |
Engw
Die Liste der Biografien führt alle Personen auf, die in der deutschsprachigen Wikipedia einen Artikel haben. Dieses ist eine Teilliste mit 250 Einträgen von Personen, deren Namen mit den Buchstaben „Engl“ beginnt.

## Engl
- Engl von Wagrain, Franz Anton (1702–1777), Bischof des Csanáder Bistums
- Engl, Adolf (* 1884), deutscher Filmregisseur und Funktionär
- Engl, Dagmar (* 1975), österreichische Politikerin (Grüne)
- Engl, Georg (1901–1982), deutscher Politiker (KPD)
- Engl, Georg (1951–2011), italienischer Schriftsteller und Publizist (Südtirol)
- Engl, Hans (* 1944), deutscher Alpinist und Höhenbergsteiger
- Engl, Heinz (* 1953), österreichischer Mathematiker, Rektor der Universität Wien
- Engl, Hugo (1852–1926), österreichischer Maler
- Engl, Josef (1903–1974), karpatendeutscher Dichter und Lehrer
- Engl, Josef Benedikt (1867–1907), deutscher Maler, Zeichner und Karikaturist sowie Plastiker
- Engl, Joseph Benedict (1893–1942), deutscher Physiker und Tonfilmpionier
- Engl, Kurt (* 1979), österreichischer Skirennläufer
- Engl, Mathias (* 1965), deutscher Jazzmusiker und Physiker
- Engl, Maximilian (* 1997), deutscher Fußballspieler
- Engl, Michael, italienischer Tubist
- Engl, Olga (1871–1946), österreichisch-deutsche Schauspielerin
- Engl, Peter (* 1949), deutscher Maler und freischaffender Künstler
- Engl, Sigi (1911–1982), österreichisch-US-amerikanischer Skirennläufer und Skischulbetreiber
- Engl, Silvia Maria (* 1977), deutsche Sachbuchautorin
- Engl, Walter L. (1926–2021), deutscher Physiker

### Engla
- Englaender, Babs (1922–2015), deutsche Malerin und Zeichnerin
- Englaender, Curt (1902–1983), deutscher Jurist und NS-Funktionär
- England Kerr, Andrew (* 1958), britischer Politiker
- England, Anthony W. (* 1942), US-amerikanischer Astronaut
- England, Audie (* 1967), US-amerikanische Schauspielerin
- England, Beth (* 1994), englische Fußballspielerin
- England, Brian, US-amerikanischer Pokerspieler
- England, Darren (* 1985), englischer Fußballschiedsrichter
- England, Dave (* 1969), US-amerikanischer Stuntman und SchauspielerDave England (* 1969)

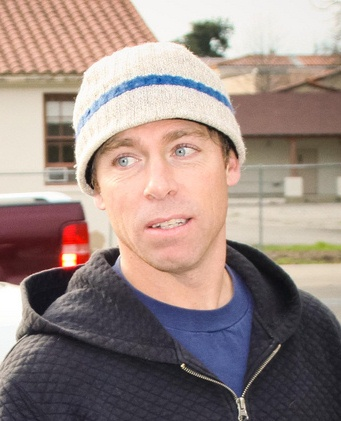
Dave England (* 1969)

- England, David (* 1942), britischer Sprinter
- England, Edward († 1720), Pirat
- England, Edward T. (1869–1934), US-amerikanischer Politiker
- England, Eric Gordon (1891–1976), britischer Luftfahrtpionier und Autorennfahrer
- England, George Allan (1877–1936), amerikanischer Schriftsteller
- England, Gordon R. (* 1937), US-amerikanischer Geschäftsmann und Politiker
- England, Hannah (* 1987), britische Mittelstreckenläuferin
- England, John (1786–1842), irisch-US-amerikanischer Geistlicher, römisch-katholischer Bischof von Charleston
- England, Joshua (* 1986), neuseeländischer Bahn- und Straßenradrennfahrer
- England, Justin (* 1978), US-amerikanischer Straßenradrennfahrer
- England, Lynndie (* 1982), US-amerikanische Armeeangehörige, die in den Folterskandal im Irak verwickelt warLynndie England (* 1982)

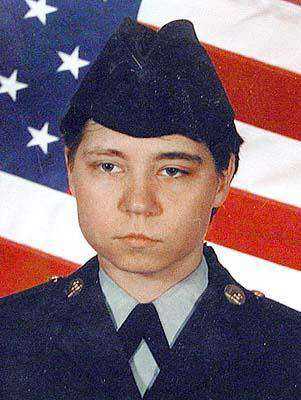
Lynndie England (* 1982)

- England, Michael (* 1983), australischer Straßenradrennfahrer
- England, Paul (1929–2014), australischer Automobilrennfahrer
- England, Paula (* 1949), US-amerikanische Soziologin
- England, Richard (* 1937), maltesischer Architekt, Schriftsteller, Künstler und Hochschullehrer
- England, Richard (* 1981), australischer Bahn- und Straßenradrennfahrer
- England, Rupert (1878–1942), britischer Kapitän, Marineoffizier und Expeditionsteilnehmer
- England, Ty (* 1963), US-amerikanischer Country-Musiker
- England, William (1830–1896), englischer Fotograf und Erfinder
- England, Yan (* 1979), kanadischer Schauspieler, Drehbuchautor, Filmproduzent und -regisseur
- Englander, Alois (1907–1996), österreichischer Politiker
- Engländer, Armin (* 1969), deutscher Rechtswissenschaftler
- Engländer, Bernhard (1832–1905), deutscher Reichsgerichtsrat
- Engländer, Hans (1914–2011), deutscher Ornithologe und Büchersammler
- Englander, Lucas (* 1992), deutscher Schauspieler
- Engländer, Margarete (1895–1984), deutsche Politikerin (CDU), MdB
- Englander, Nathan (* 1970), US-amerikanischer Schriftsteller
- Engländer, Richard (1889–1966), deutscher Musiker, Musikwissenschaftler und Komponist
- Engländer, Sigmund (1828–1902), österreichischer Journalist und Publizist
- Englaro, Eluana (1970–2009), italienische Koma-Patientin
- Englas, August (1925–2017), sowjetischer bzw. estnischer Ringer

### Englb
- Englberger, Hermann (* 1972), deutscher Wissenschaftler für Strategie und Wirtschaftsingenieurwesen
- Englberger, Ilse (1906–1991), deutsche Malerin und Grafikerin
- Englberger, Otto (1905–1977), deutscher Architekt und Hochschullehrer
- Englbrecht, Bernhard (* 1958), deutscher Eishockeyspieler und -trainer
- Englbrecht, Maximilian (* 1990), deutscher Eishockeytorwart

### Engle
- Engle, Clair (1911–1964), US-amerikanischer Politiker
- Engle, Joe Henry (1932–2024), US-amerikanischer Astronaut
- Engle, Robert F. (* 1942), US-amerikanischer Wirtschaftswissenschaftler
- Englebert, Gaëtan (* 1976), belgischer Fußballspieler
- Englebert, René (* 1865), belgischer Sportschütze
- Englebright, Harry Lane (1884–1943), US-amerikanischer Politiker
- Englebright, William F. (1855–1915), US-amerikanischer Politiker
- Engleder, Alfred (1920–1993), österreichischer Mörder
- Engleder, Barbara (* 1982), deutsche Sportschützin
- Engleder, Evelyn, österreichische Schauspielerin, Miss Austria 1974Evelyn Engleder

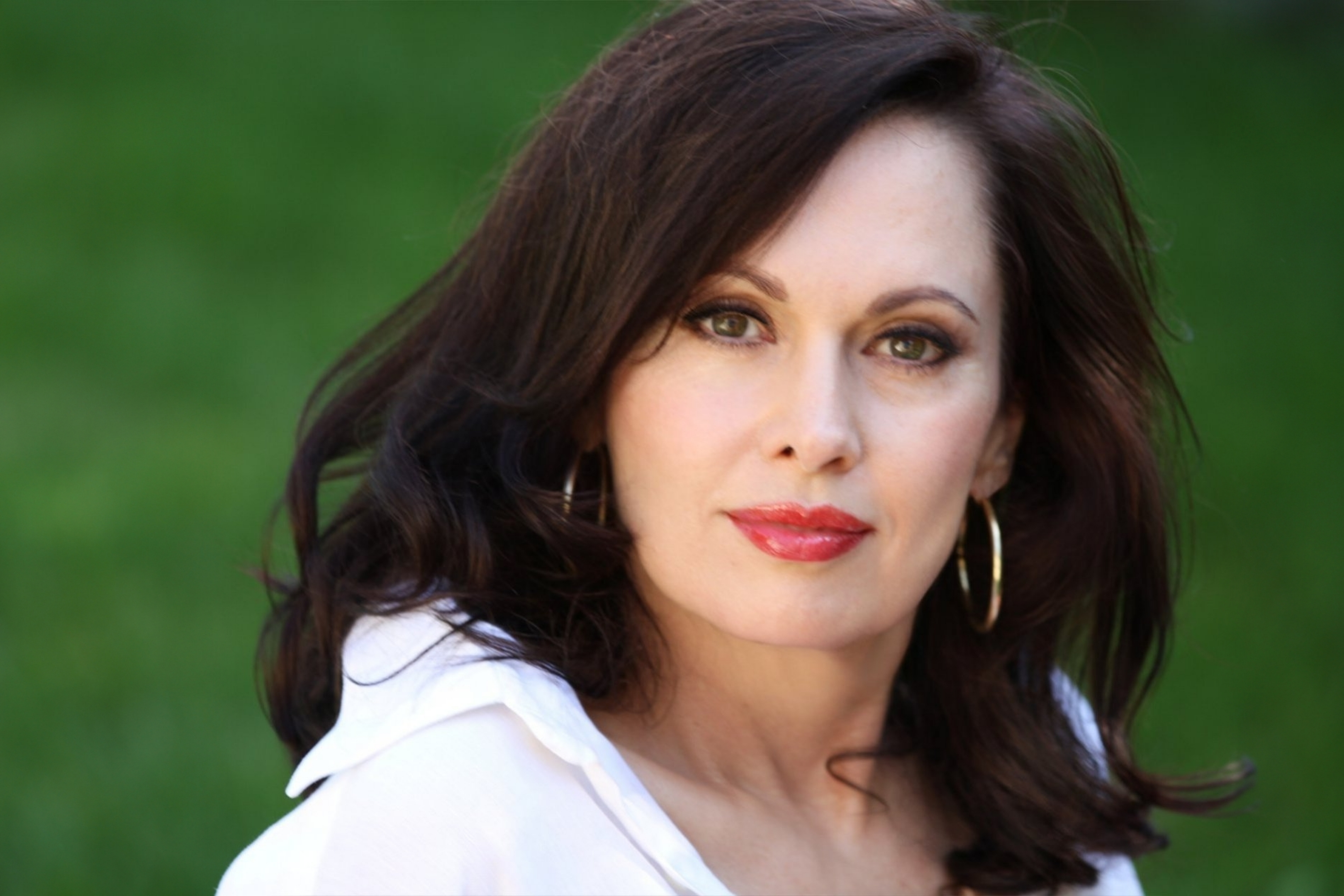
Evelyn Engleder

- Englefield, William of, englischer Richter
- Englehardt, Fred (1879–1942), US-amerikanischer Weit- und Dreispringer
- Englehart, Steve (* 1947), US-amerikanischer Comicautor
- Engleheart, George (1752–1829), englischer Miniaturenmaler
- Engleitner, Leopold (1905–2013), österreichisches NS-OpferLeopold Engleitner (1905–2013)

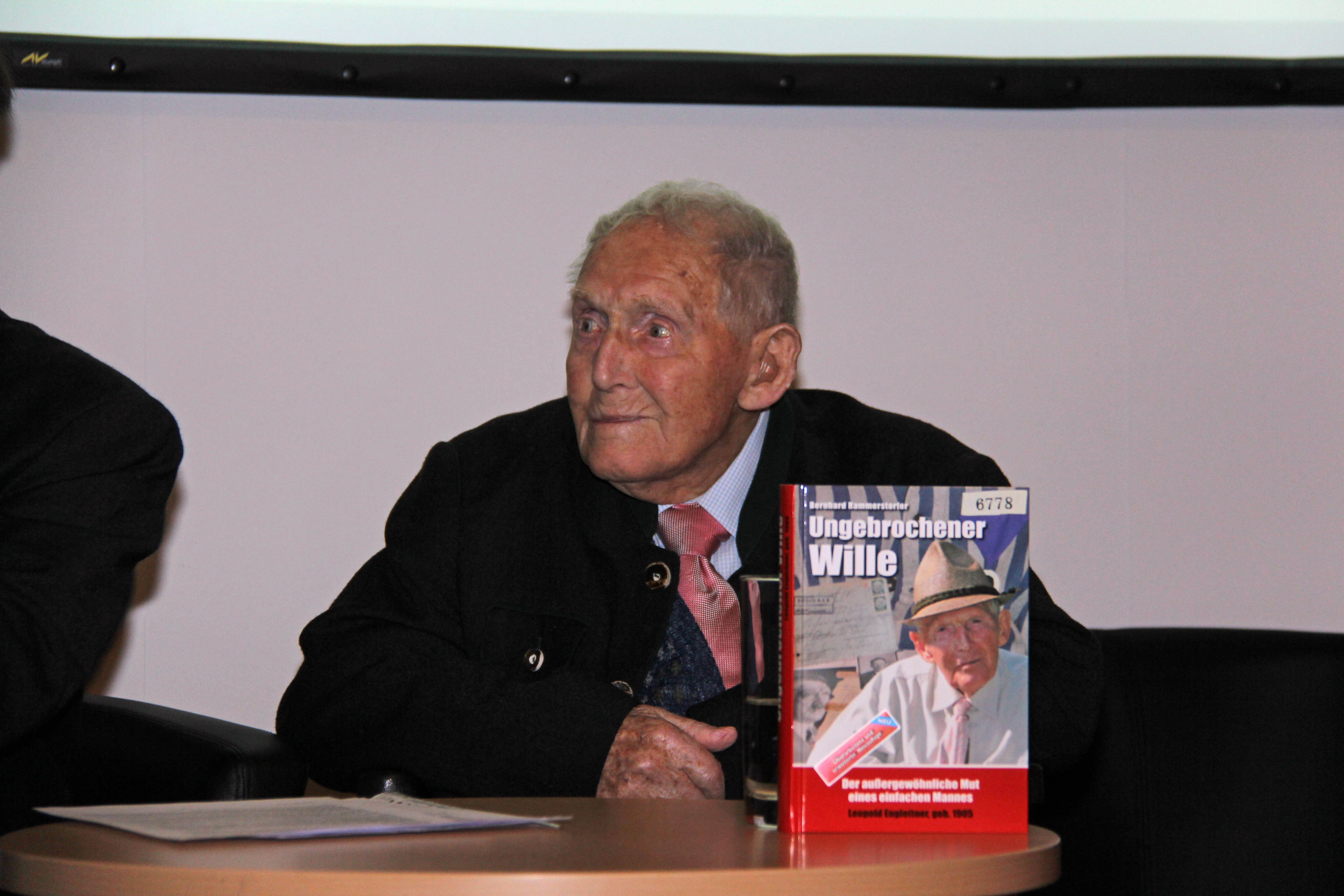
Leopold Engleitner (1905–2013)

- Engleitner-Neu, Sabine (* 1968), österreichische Politikerin (SPÖ), Landtagsabgeordnete
- Englekirk, John Eugene (1905–1983), US-amerikanischer Romanist, Hispanist und Lusitanist
- Englén, Tom (* 1969), schwedischer Beachvolleyballspieler
- Engler, Adolf (1844–1930), deutscher Botaniker
- Engler, Arnold (1869–1923), Schweizer Forstwissenschaftler
- Engler, Arthur (1917–1990), deutscher Politiker (CDU), MdL
- Engler, Balz (* 1944), Schweizer Anglist und Hochschullehrer
- Engler, Bernd (* 1954), deutscher Amerikanist und Literaturwissenschaftler
- Engler, Carl (1842–1925), deutscher Chemiker und Politiker (NLP), MdR
- Engler, Dawson, US-amerikanischer Informatiker
- Engler, Elisabeth (1875–1959), deutsche Portraitmalerin
- Engler, Emil (* 1895), deutscher Politiker (NSDAP), MdR
- Engler, Erhard (1938–2012), deutscher Romanist, Lusitanist und Hispanist
- Engler, Eric (* 1991), deutscher Bahnradsportler
- Engler, Hartmut (* 1961), deutscher Sänger und Pop-MusikerHartmut Engler (* 1961)

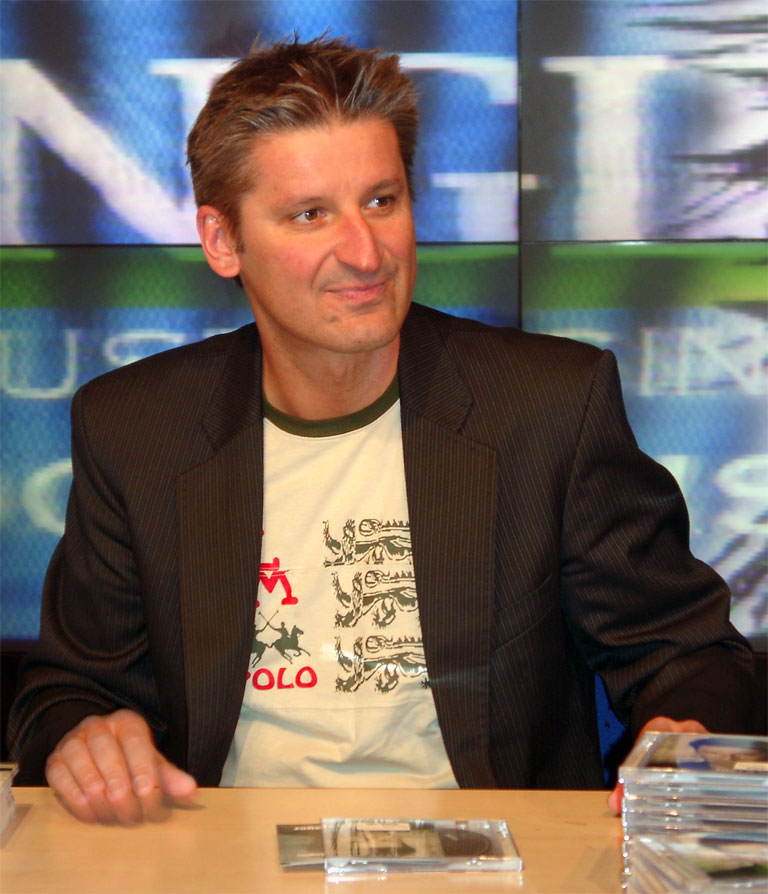
Hartmut Engler (* 1961)

- Engler, Heinz H. (1928–1986), deutscher Designer von Hotel-Systemgeschirr
- Engler, Helmut (1926–2015), deutscher Jurist und Politiker (CDU)
- Engler, Hermann (1821–1896), deutscher Jurist, Landrat und Mitglied des Preußischen Abgeordnetenhauses
- Engler, Hugo (1850–1931), deutscher Lithograf und Fotograf
- Engler, Ivan (1931–2017), slowakisch-österreichischer Chirurg und Schriftsteller
- Engler, Ivan (* 1971), Schweizer Regisseur
- Engler, Jakob (1933–2025), Schweizer Bildhauer, Plastiker und Bildender Künstler
- Engler, John (* 1948), US-amerikanischer Politiker, Gouverneur von Michigan
- Engler, Jürgen (1945–2023), deutscher Kulturwissenschaftler
- Engler, Jürgen (* 1960), deutscher Musiker, Musikproduzent
- Engler, Klaus (1934–2006), deutscher Musikwissenschaftler, Bibliothekar und Hochschullehrer
- Engler, Leon (* 1989), deutscher Theater- und Hörspielautor und Dozent
- Engler, Luca (* 1993), Schweizer Handballspieler
- Engler, Ludwig (1875–1922), deutscher Maler und Bildhauer
- Engler, Martin (* 1967), deutscher Schauspieler, Regisseur und Hörspielsprecher
- Engler, Martin (* 1971), deutscher Musiker, Komponist, Produzent und SängerMartin Engler (* 1971)

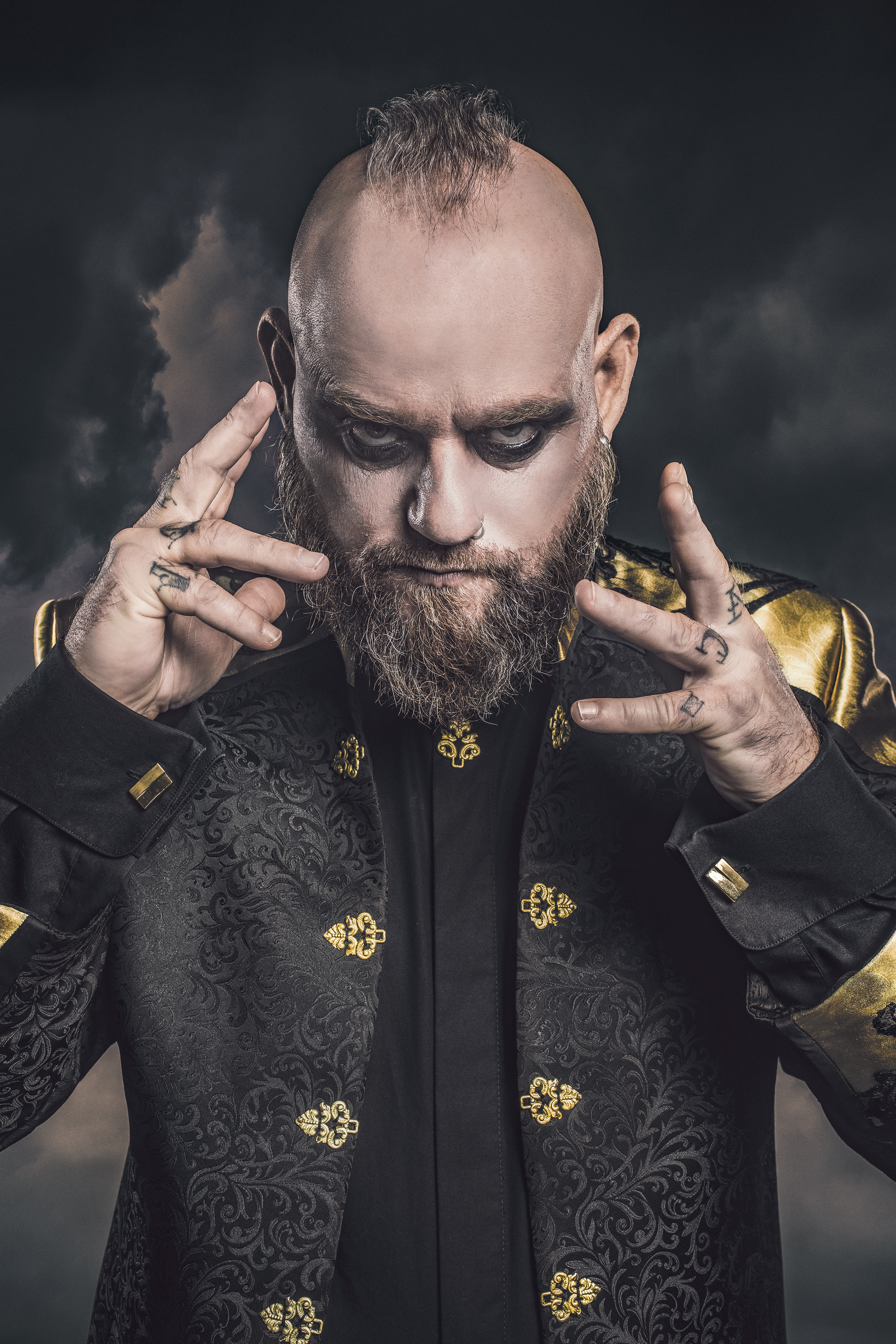
Martin Engler (* 1971)

- Engler, Michael (* 1961), deutscher Autor und Illustrator
- Engler, Michael der Jüngere (1688–1760), deutscher Orgelbauer in Schlesien
- Engler, Otto (1861–1940), deutscher Architekt
- Engler, Otto Heinz (* 1894), Oberbürgermeister von Gießen
- Engler, Peter (* 1936), deutscher Fußballspieler
- Engler, Rasmus (* 1979), deutscher Musiker und Autor
- Engler, Rico (* 1987), deutscher Fußballspieler
- Engler, Rolf (* 1951), Schweizer Politiker (CVP)
- Engler, Rudolf (1930–2003), Schweizer Romanist und Sprachwissenschaftler
- Engler, Selli (1899–1972), deutsche Aktivistin der ersten Lesbenbewegung
- Engler, Silke (* 1973), deutsche Politikerin (SPD)
- Engler, Silke (* 1976), deutsche Filmregisseurin, Drehbuchautorin und Filmproduzentin
- Engler, Stefan (* 1960), Schweizer Politiker
- Engler, Stefanie (1910–1943), österreichisch-deutsche Kommunistin sowie Widerstandskämpferin gegen den Nationalsozialismus und Opfer der NS-Kriegsjustiz
- Engler, Wilhelm (1873–1938), deutscher Gewerkschafter und Politiker (SPD), Staatsminister, MdL
- Engler, Wilhelm (1880–1958), deutscher Verwaltungsjurist
- Engler, Winfried (1935–2018), deutscher Romanist
- Engler, Wolfgang (* 1952), deutscher Publizist und HochschullehrerWolfgang Engler (* 1952)

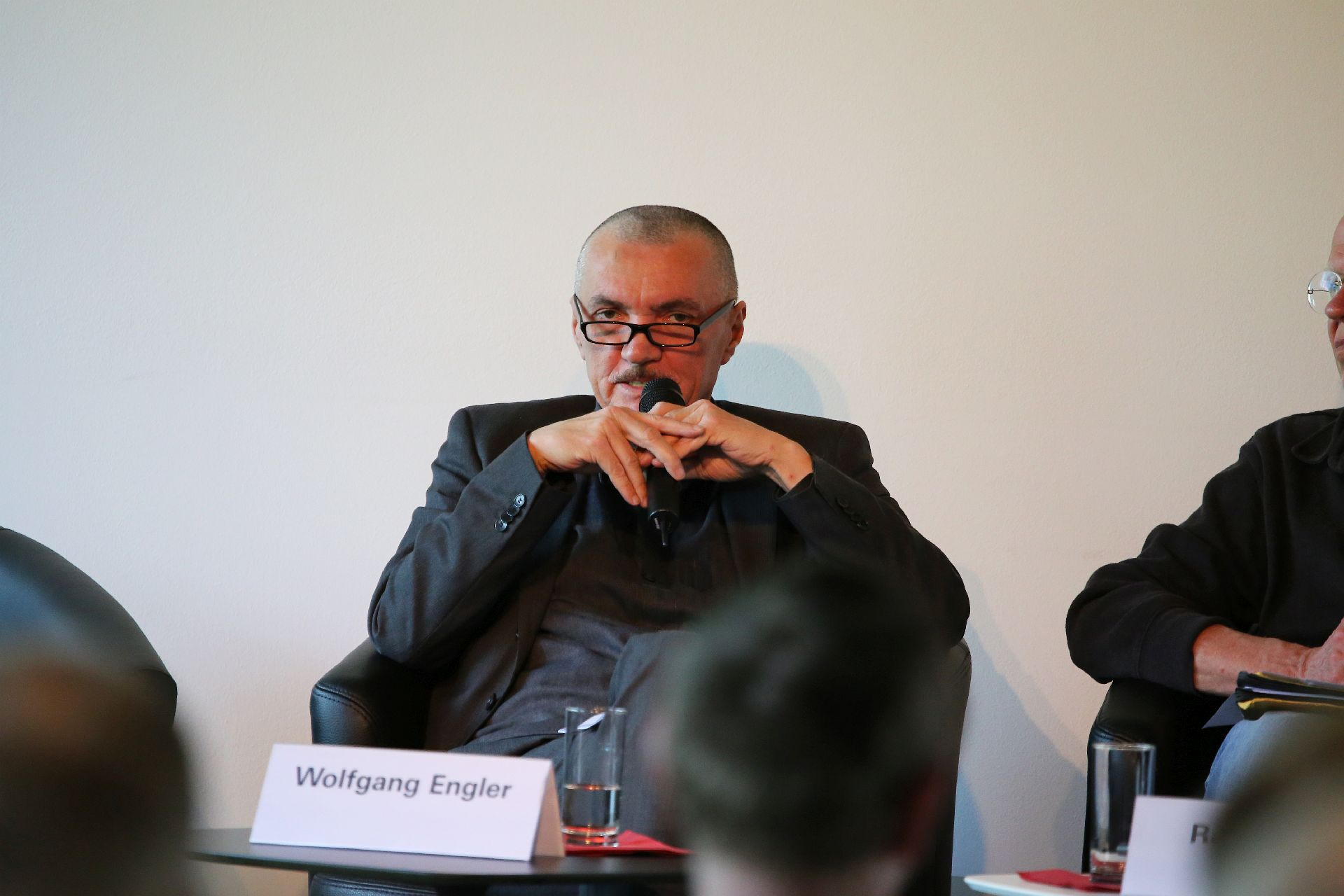
Wolfgang Engler (* 1952)

- Engler-Feldmann, Christa (1926–1997), deutsche Malerin und Textilgestalterin
- Engler-Füßlin, Fritz (1891–1966), deutscher Politiker (NSDAP), MdR
- Engler-Heidle, Helga (* 1948), deutsche feministische evangelische Theologin, Pfarrerin und Forscherin der Theologinnengeschichte
- Englert Blaum, Helen (1922–2017), US-amerikanische Swing-Sängerin der 1930er und 1940er Jahre
- Englert, Alexander Paul (* 1960), deutscher Fotograf
- Englert, Alice (* 1994), australische Schauspielerin
- Englert, Barbara (* 1960), deutsche Regisseurin und Schauspielerin
- Englert, Carl (1884–1971), deutscher Komponist
- Englert, Christoph (* 1980), deutscher Sportpsychologe
- Englert, Danielle (* 1986), Schweizer Kunstturnerin
- Englert, Fabian (* 1990), deutscher Schachspieler
- Englert, Florian (* 1978), deutscher Rechtswissenschaftler
- Englert, François (* 1932), belgischer theoretischer PhysikerFrançois Englert (* 1932)

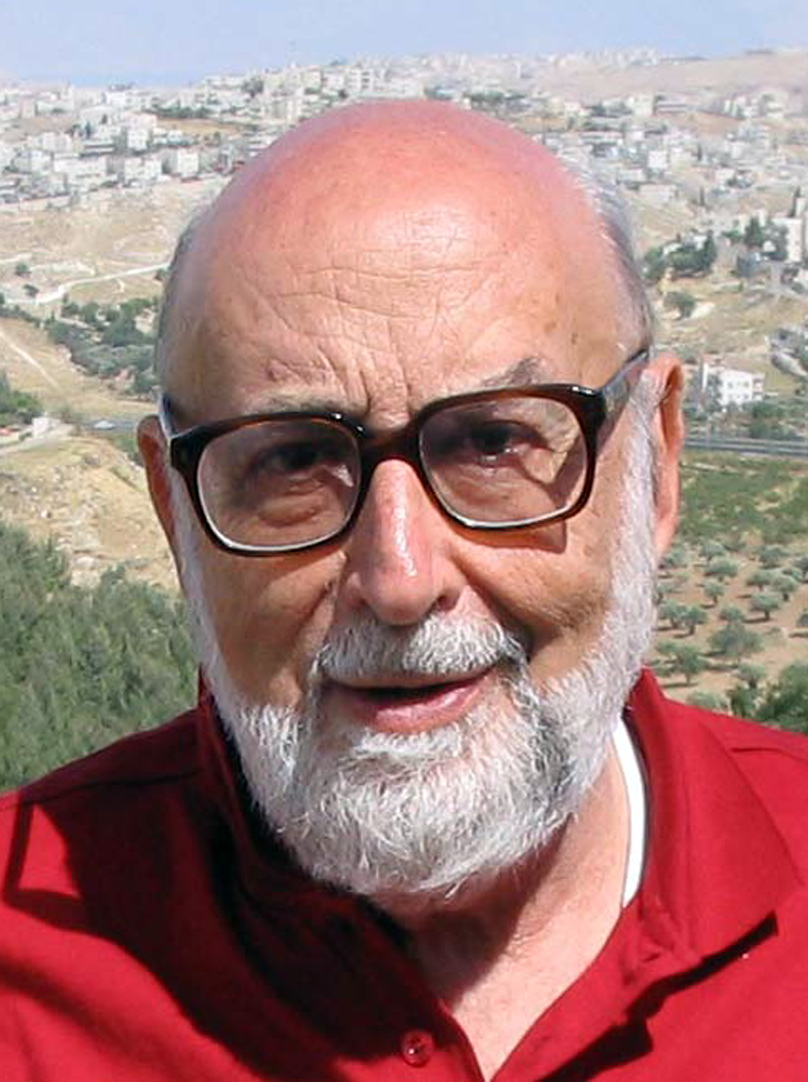
François Englert (* 1932)

- Englert, Fred (* 1943), deutscher Fußballspieler
- Englert, Gerhard (* 1938), deutscher Physiker, Agrartechniker und Selbsthilfe-Funktionär
- Englert, Giuseppe Giorgio (1927–2007), Schweizer Komponist elektronischer Musik
- Englert, Hanskarl (1913–1995), deutscher Tierarzt und Tierhygieniker
- Englert, Ignatz (1757–1811), deutscher Steinbildhauer
- Englert, István (* 1958), ungarischer Badmintonspieler
- Englert, Jan (* 1943), polnischer Schauspieler
- Englert, Klaus (* 1949), deutscher Rechtsanwalt und Rechtswissenschaftler
- Englert, Klaus (* 1955), deutscher Journalist
- Englert, Lothar (1933–2015), deutscher Ingenieur und Politiker (SPD), MdL
- Englert, Ludwig (1903–1981), deutscher Pädagoge, Mediziner und Medizinhistoriker
- Englert, Marianne (1926–2021), deutsche Dokumentarin
- Englert, Michał (* 1975), polnischer Kameramann, Drehbuchautor und Filmregisseur
- Englert, Peter (* 1990), deutscher Schauspieler
- Englert, Rudolf (1890–1965), deutscher Politiker (CSU), MdL Bayern und Landrat
- Englert, Rudolf (1921–1989), deutscher Maler
- Englert, Rudolf (* 1953), deutscher römisch-katholischer Theologe
- Englert, Sabine (* 1981), deutsche Handballspielerin
- Englert, Sebastian (1854–1933), deutscher Pädagoge und römisch-katholischer Geistlicher
- Englert, Sebastian (1888–1969), deutscher Missionar und Forscher
- Englert, Siegfried (* 1947), deutscher Sinologe
- Englert, Toni (* 1988), deutscher Nordischer Kombinierer
- Englert, Walter (1921–2011), deutscher Bausparkassenmanager
- Englert, Winfried Philipp (1860–1934), deutscher katholischer Priester, Hochschullehrer und Theologe
- Englert, Wolf (1924–1997), deutscher Filmarchitekt
- Englert, Wolf Dieter (* 1942), deutscher Milbenforscher
- Englerth, Carl (1756–1814), deutscher Besitzer von Steinkohle-Bergwerken im Raum Aachen, Eschweiler und Bürgermeister
- Englerth, Christine (1767–1838), deutsche Unternehmerin
- Englerth, Friedrich (1793–1848), deutscher Bürgermeister
- Englet, Karl Heinz (* 1939), deutscher Kanusportler

### Englh
- Englhardt-Kopf, Martina (* 1981), deutsche Politikerin (CSU)
- Englhofer, Franz S. (1834–1914), österreichischer Unternehmer

### Engli
- Englich, Birte (1968–2019), deutsche Sozial- und Rechtspsychologin
- Englich, Mirko (* 1978), deutscher Ringer
- Englich, Nina (* 1976), deutsche Ringerin
- Englich, Yvonne (1979–2018), deutsche Ringerin
- Engling, Heiko, deutscher politischer Beamter (Bündnis 90/Die Grünen)
- Engling, Jean (1801–1888), luxemburgischer Theologe, Kaplan, Heimatforscher und Pädagoge
- Engling, Josef (1898–1918), Mitglied der Schönstattbewegung und einer der stärksten Vertreter der Werktagsheiligkeit
- Engliš, Karel (1880–1961), tschechischer Ökonom, Politologe
- Englisberg, Peter von († 1545), Ritter des Johanniterordens, Komtur
- Englisch, Andreas (* 1963), deutscher Journalist und BuchautorAndreas Englisch (* 1963)

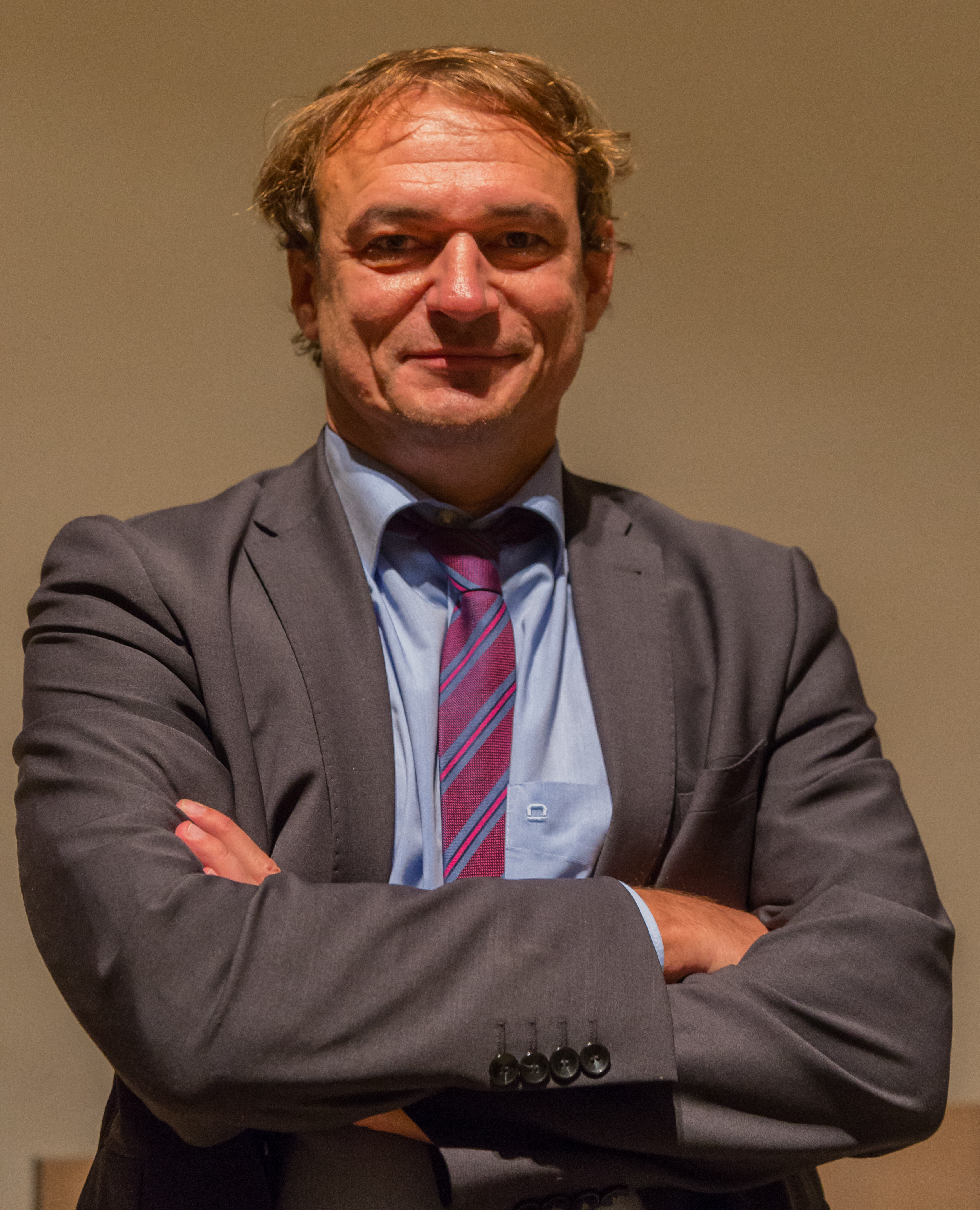
Andreas Englisch (* 1963)

- Englisch, Berthold (1851–1897), österreichischer Schachmeister
- Englisch, Brigitte (* 1964), deutsche Historikerin und Hochschullehrerin
- Englisch, Eugen (1869–1905), deutscher Photochemiker, Fotopionier und Hochschullehrer
- Englisch, Helena (* 2006), deutsche Basketballspielerin
- Englisch, Joachim (* 1973), deutscher Rechtswissenschaftler
- Englisch, Josef (1835–1915), österreichischer Urologe und Chirurg
- Englisch, Laurentius Ulrich (* 1939), deutscher Ordensgeistlicher, bildender Künstler mit biblisch-kirchlichen Motiven
- Englisch, Lucie (1902–1965), österreichische SchauspielerinLucie Englisch (1902–1965)

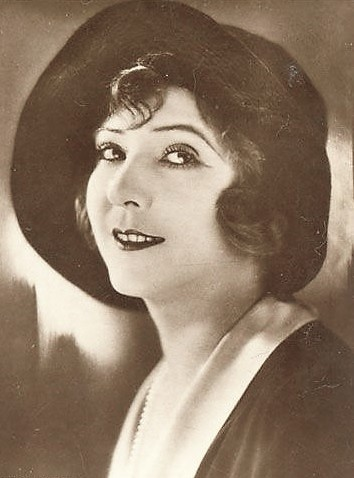
Lucie Englisch (1902–1965)

- Englisch, Paul (1887–1935), deutscher Literaturwissenschaftler und Schriftsteller
- Englisch, Peter (* 1962), deutscher Fußballspieler
- English, Aiden (* 1987), US-amerikanischer Wrestler
- English, Alex (* 1954), US-amerikanischer Basketballspieler
- English, Amber (* 1989), US-amerikanische Sportschützin
- English, Anouk (* 1984), kanadische Shorttrackerin
- English, Arthur B. (1865–1938), kanadischer Henker
- English, Ben (* 1964), britischer Pornodarsteller und -regisseur
- English, Bill (* 1961), neuseeländischer Politiker
- English, Bill (* 1980), US-amerikanischer Komiker und Schauspieler
- English, Corri (* 1978), US-amerikanische Schauspielerin
- English, Damien (* 1978), irischer Politiker (Fine Gael)
- English, Doug (* 1953), US-amerikanischer American-Football-Spieler
- English, Fanita (1916–2022), US-amerikanische Psychoanalytikerin
- English, Felix (* 1992), irischer Radrennfahrer
- English, Glenn (* 1940), US-amerikanischer Politiker
- English, Graeme (1964–2021), britischer Ringer
- English, James (1812–1890), US-amerikanischer Politiker (Demokratische Partei)
- English, Jo Jo (* 1970), US-amerikanischer Basketballspieler
- English, Jonathan, britischer Filmregisseur, Produzent und Drehbuchautor
- English, Karan (* 1949), US-amerikanische Politikerin
- English, Kim (1970–2019), US-amerikanische Sängerin und Songwriterin
- English, Mark (* 1993), irischer Mittelstreckenläufer
- English, Marla (1935–2012), US-amerikanische Schauspielerin der 1950er Jahre
- English, Michael (1930–2019), britischer Politiker (Labour), Mitglied des House of Commons
- English, Phil (* 1956), US-amerikanischer Politiker
- English, Rose (* 1950), britische Künstlerin
- English, Sam (1908–1967), nordirischer Fußballspieler
- English, Sarah (* 1955), simbabwische Hockeyspielerin
- English, Scott (1937–2018), US-amerikanischer Singer-Songwriter
- English, Thomas Dunn (1819–1902), US-amerikanischer Politiker und Autor
- English, Warren B. (1840–1913), US-amerikanischer Politiker
- English, William (1929–2020), US-amerikanischer Computeringenieur und Miterfinder der Computermaus
- English, William E. (1850–1926), US-amerikanischer Politiker
- English, William Hayden (1822–1896), US-amerikanischer Politiker
- Englishby, Paul (* 1970), britischer Komponist

### Englm
- Englmaier, Tobias (* 1988), deutscher Judoka
- Englmann, Frank C. (* 1955), deutscher Ökonom
- Englmann, Lorenz (1821–1881), deutscher und Klassischer Philologe und Schulbuchautor
- Englmayr, Georg (1791–1868), österreichischer Lehrer und Politiker

### Engls
- Englstorfer, Maria (1903–1979), österreichische Schauspielerin

### Englu
- Englund Dimitrova, Birgitta (* 1946), schwedische Sprachwissenschaftlerin
- Englund, Andreas (* 1996), schwedischer Eishockeyspieler
- Englund, Einar (1916–1999), finnischer Komponist und Pianist
- Englund, Fritz (1871–1933), schwedischer Schachspieler
- Englund, George (1926–2017), US-amerikanischer Schauspieler, Filmregisseur und Produzent
- Englund, Lars-Erik (1934–2010), schwedischer Generalleutnant und Befehlshaber der schwedischen Luftstreitkräfte (1988–1994)
- Englund, Mona-Lisa (1933–1999), schwedische Leichtathletin, Handballspielerin, Eiskunstläuferin und Badmintonspielerin
- Englund, Morgan (* 1964), US-amerikanischer Schauspieler
- Englund, Nils-Joel (1907–1995), schwedischer Skilangläufer
- Englund, Nita (* 1992), US-amerikanische Skispringerin
- Englund, Patrick (* 1965), schwedischer Fußballspieler und -trainer
- Englund, Peter (* 1957), schwedischer Schriftsteller und Historiker
- Englund, Robert (* 1947), US-amerikanischer Schauspieler
- Englund, Robert K. (1952–2020), US-amerikanischer Altorientalist
- Englund, Sanna (* 1975), deutsche Schauspielerin und FotomodellSanna Englund (* 1975)

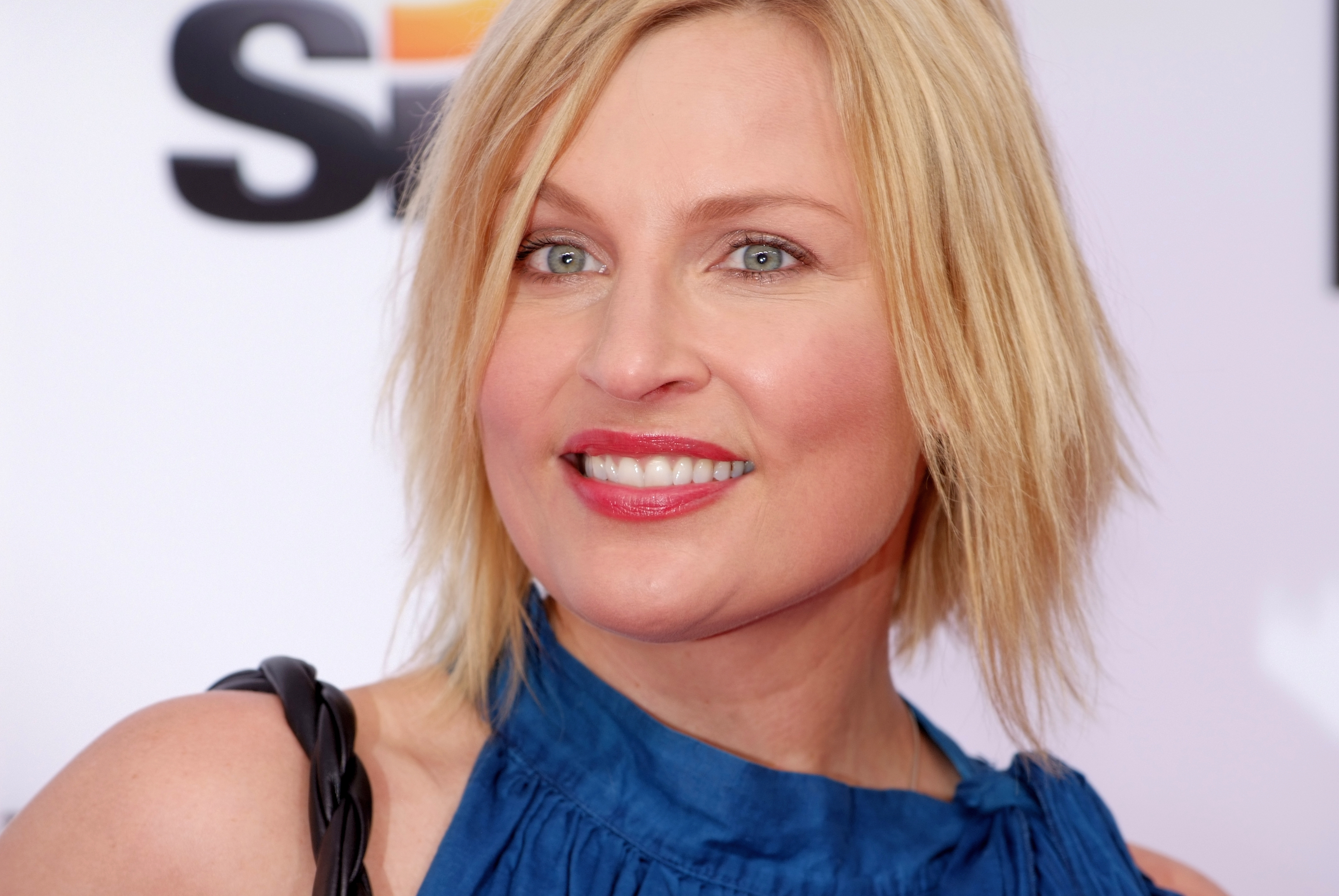
Sanna Englund (* 1975)

- Englund, Thorbjörn (* 1979), schwedischer Multiinstrumentalist, Komponist und Sänger
- Englund, Tom S. (* 1973), schwedischer Metal-Gitarrist und -Sänger